# Waino y Plutanor

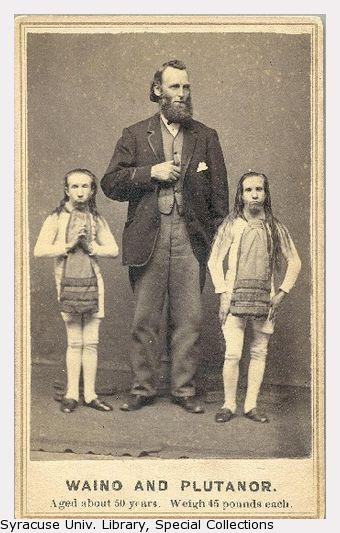

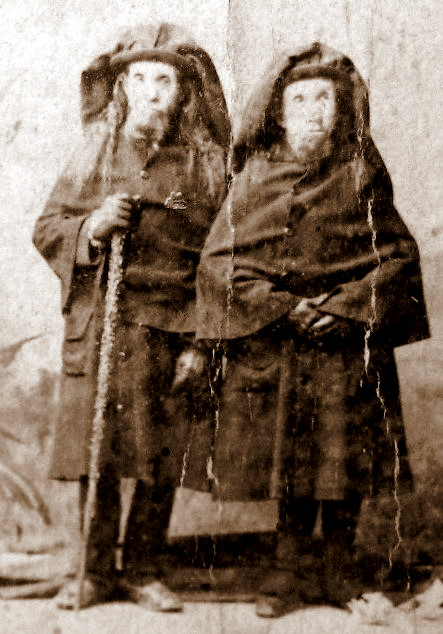
Waino y Plutanor en la década de 1870

Los Hombres Salvajes de Borneo, Waino y Plutanor, fueron los nombres artísticos de dos hermanos enanos excepcionalmente fuertes que fueron exhibidos por  P. T. Barnum y en otros espectáculos de rarezas.

## Vida
Waino y Plutanor eran de hecho Hiram W. y Barney Davis, dos hermanos mentalmente discapacitados de Pleasant Township, Knox County, Ohio, nacidos en 1825 en Inglaterra y en 1827 en Ohio respectivamente. El censo de 1850 sin embargo indica que nacieron un poco más tarde, en 1829 y 1831. Sus padres eran David Harrison Davis  y Catherine Blydenburgh. Después de la muerte de su padre en 1842, su madre volvió a casarse con William Porter. Cada uno medía 40 pulgadas (1 m) y pesaban aproximadamente 45 libras (20 kg), y su actuación consistía en demostraciones de fuerza como levantamiento de pesos pesados y luchaban con quien lo deseara de la audiencia. Descubiertos y promovidos por un showman ambulante conocido como Doctor Warner en 1852, Hiram y Barney obtuvieron dos nombres nuevos, Waino y Plutanor, y una sensacional historia para captar la atención: procederían de la isla de Borneo, donde  habían sido capturados después de un intenso enfrentamiento con marineros armados. Inicialmente tuvieron modesto éxito, y al menos un periódico los señaló como enanos estadounidenses,  mientras eran exhibidos en ferias de estados por todo Estados Unidos. Según el censo de 1860, por entonces  vivían en Somerville, Massachusetts en la casa de Henry Harvey, su showman promotor. Unos años después su tutela fue transferida a un pariente de Doctor Warner, Hanford A. Warner.
En 1874 fueron valorados en $50 000. En enero de 1877 actuaron en el New American Museum de Barnum en Manhattan. En junio de 1880, según el censo federal, viajaban con el circo de William C. siendo nombrados con sus falsas identidades. En 1882 Waino y Plutanor fueron contratados por  P. T. Barnum para sus exposiciones ambulantes. Gracias a la habilidad de Barnum en la promoción de sus espectáculos, la carrera de los Hombres Salvajes de Borneo despegó y durante los siguientes 20 años bajo su protección, el par ganó aproximadamente $200 000, una suma estratosférica en aquella época. Sus exposiciones principalmente constaban de demostraciones de fuerza, como el levantamiento de grandes pesos y alzamiento de espectadores grandes y lucha con miembros de la audiencia que lo desearan o forzudos del espectáculo. Se dice que fueron capaces de levantar un ascensor de 300 libras (140 kg) cada uno. En noviembre de 1887 actuaban en el Eugene Robinson Dime Museum and Teather. En los años 1890 un hijo de Hanford, Ernest, se hizo cargo de la administración e intereses de los hermanos, mientras uno de ellos, Barney, empezaba a quedar ciego.
En 1903 los hermanos fueron retirados de la exhibición por la familia Warner. Hiram murió en Waltham, Massachusetts el 16 de marzo de 1905. Barney dejó de trabajar después de la muerte de su hermano. Su promotor y tutor, Hanford Warner murió en 1910. Barney murió el 31 de mayo de 1912 también en Waltham, Massachusetts en el hogar familiar de los Warner. Los dos están enterrados juntos en Mount Vernon, Ohio, bajo una lápida donde se lee "Little Men" (Hombrecitos, en inglés). Los diarios de la época informan que fueron enterrados en Waltham, Massachusetts. Se desconoce cuándo sus cuerpos fueron trasladados a Ohio.